# Gastón Álvarez Suárez
Gastón Álvarez Suárez (Córdoba, 5 aprile 1993) è un calciatore argentino, centrocampista dello Shabab Al-Ahli.

## Biografia
È nipote di Matías Suárez e cugino di Federico Álvarez.

## Caratteristiche tecniche
È un mediano.

## Carriera
Cresciuto nelle giovanili del Belgrano, ha esordito il 26 settembre 2011 in occasione del match di campionato vinto 3-2 contro l'Estudiantes (LP).

## Palmarès
- Campionato emiratino: 1

Shabab Al-Ahli: 2024-2025